# Gareth Coppack
Gareth Coppack, valižanski igralec snookerja, * 10. april 1980.
Coppackov najboljši dosežek v karieri je uvrstitev v tretji krog kvalifikacij za Svetovno prvenstvo 2008. Tja se je prebil z zmagama nad Kurtom Maflinom (10-9) in Paulom Daviesom (10-8), naposled ga je izločil John Parrott z izidom 3-10.